# Samuel Rosa & Lô Borges: Ao Vivo no Cine Theatro Brasil
Samuel Rosa & Lô Borges: Ao Vivo no Cine Theatro Brasil é o primeiro álbum da parceria dos músicos Samuel Rosa e Lô Borges. Gravado nos dias 7 e 8 de agosto de 2015, no Cine Theatro Brasil, Belo Horizonte (MG), em parceria com o Canal Bis, o álbum foi lançado nos formatos CD e DVD (que traz nos extras o documentário “BH e a Música de Samuel e Lô”) no dia 9 de abril de 2016. No dia anterior ao seu laçamento oficial, o show foi exibido no canal Bis.
Para o show, a dupla foi acompanhada de uma banda formada por Telo Borges (tecladista e compositor irmão de Lô), Alexandre Mourão (contrabaixo e vocais), Doca Rolim (guitarras, violões e vocais) e Robinson Matos (bateria).
Eles apareceram no Encontro com Fátima Bernardes no 14 de Abril de 2016.
Destaque deste álbum fica por conta das duas músicas inéditas de Samuel e Lô, "Lampejo" (Samuel Rosa e Nando Reis) e "Dupla Chama" (Lô Borges e Chico Amaral), apresentadas nos extras do DVD e inseridas como faixas-bônus na edição em CD. Ambas foram gravadas em estúdio.

## Faixas

### CD
| N.º | Título                                                               | Compositor(es)                              | Duração |  |
| 1.  | "Feira Moderna"                                                      | Lô Borges, Beto Guedes, Fernando Brant      | 4:03    |  |
| 2.  | "O Trem Azul"                                                        | Lô Borges, Ronaldo Bastos                   | 4:01    |  |
| 3.  | "Te Ver"                                                             | Samuel Rosa, Chico Amaral, Lelo Zanetti     | 3:39    |  |
| 4.  | "Clube da Esquina Nº2"                                               | Milton Nascimento, Lô Borges, Márcio Borges | 5:00    |  |
| 5.  | "Resposta"                                                           | Samuel Rosa, Nando Reis                     | 3:52    |  |
| 6.  | "As Noites"                                                          | Samuel Rosa, Chico Amaral                   | 4:05    |  |
| 7.  | "Balada do Amor Inabalável" (Participação Especial: Fernanda Takai)  | Samuel Rosa, Fausto Fawcett                 | 4:15    |  |
| 8.  | "Paisagem da Janela"                                                 | Lô Borges, Fernando Brant                   | 5:21    |  |
| 9.  | "Amores Imperfeitos"                                                 | Samuel Rosa, Chico Amaral                   | 3:07    |  |
| 10. | "Para Lennon e McCartney" (Participação Especial: Milton Nascimento) | Lô Borges, Márcio Borges, Fernando Brant    | 5:15    |  |
| 11. | "Dois Rios"                                                          | Samuel Rosa, Lô Borges, Nando Reis          | 4:46    |  |
| 12. | "Um Girassol da Cor do Seu Cabelo"                                   | Lô Borges, Márcio Borges                    | 5:45    |  |
| 13. | "Lampejo" (bônus track)                                              | Samuel Rosa, Nando Reis                     | 3:43    |  |
| 14. | "Dupla Chama" (bônus track)                                          | Lô Borges, Chico Amaral                     | 4:22    |  |

### DVD
| N.º | Título                                                                 | Duração |  |
| 1.  | "Feira Moderna"                                                        |         |  |
| 2.  | "O Trem Azul"                                                          |         |  |
| 3.  | "Te Ver"                                                               |         |  |
| 4.  | "Clube da Esquina N°2"                                                 |         |  |
| 5.  | "Resposta"                                                             |         |  |
| 6.  | "Quem Sabe Isso, Quer Dizer Amor"                                      |         |  |
| 7.  | "Nenhum Segredo"                                                       |         |  |
| 8.  | "As Noites"                                                            |         |  |
| 9.  | "Balada do Amor Inabalável" (Participação especial de Fernanda Takai)  |         |  |
| 10. | "Sutilmente"                                                           |         |  |
| 11. | "Horizonte Vertical"                                                   |         |  |
| 12. | "Paisagem da Janela"                                                   |         |  |
| 13. | "Amores Imperfeitos"                                                   |         |  |
| 14. | "Equatorial"                                                           |         |  |
| 15. | "Trem de Doido"                                                        |         |  |
| 16. | "Tudo que Você Podia Ser"                                              |         |  |
| 17. | "Três Lados"                                                           |         |  |
| 18. | "Para Lennon e McCartney" (Participação especial de Milton Nascimento) |         |  |
| 19. | "Dois Rios"                                                            |         |  |
| 20. | "Um Girassol da Cor do Seu Cabelo"                                     |         |  |

## Banda
- Samuel Rosa - vocal, guitarra e guitarra de 12
- Lô Borges - vocal, guitarra e violão
- Telo Borges - teclados
- Doca Rolim - guitarra e violão
- Alexandre Mourão - baixo e vocais
- Robinson Matos - bateria